# (ハル)
『（ハル）』は、1996年に東宝系で公開された日本映画である。監督・脚本：森田芳光。主演：深津絵里・内野聖陽。

## 概要
パソコン通信を題材にした本作は、同様のハリウッド映画『ユー・ガット・メール』（1998年）より3年近く早く公開されている。
森田芳光が競馬情報を取得するためにパソコンを買ってパソコン通信の存在を知り、そこから発想を得て脚本を書いた。
パソコン通信の会話を忠実に字幕で表現する実験的な手法は賛否両論だったが、森田の演出と脚本、深津と内野の演技は多方面で高い評価を得た。

## ストーリー
速見昇は、学生時代にはアメリカンフットボールの選手として活躍していたが腰の持病が悪化して選手生活を断念してからは夢を見失い東京で平凡なサラリーマン生活を送っている。ある日、パソコン通信の映画フォーラムにアクセスする。「ハヤミノボル」から（ハル）のハンドルネームで参加した速見は、（ほし）というハンドルネームのユーザと意気投合し、パソコン通信で電子メールのやりとりを始めた。互いに素顔を明かさない関係でのやりとりであったが、誠実に対応する（ほし）に好感を抱いた（ハル）は、悩み事も相談するようになる。
しかし、（ほし）の正体は、（ほし）が自称した東京在住の男性ではなく、盛岡に住む藤間美津江という女性だった。その（ほし）もまた、恋人をなくして心に傷を抱え、転職を繰り返す日々を送っていた。男性と偽っていたことを（ほし）から伝えられたが、（ハル）との間の信頼関係が崩れることはなかった。（ほし）は、亡き恋人の親友をなのる戸部につきまとわれる。また、（ほし）は会社社長の山上から求婚されて心が傾く。
そんなある日、（ハル）は東北出張に出ることになる。それを聞いた（ほし）は、沿線のある地点で（ハル）が乗車する新幹線を見送ると約束する。互いにビデオカメラを片手に持ち目印のハンカチを振り、線路沿いに立つ（ほし）と車中の（ハル）を撮影することで、遠くからの、ほんの一瞬だけの、対面を果たした。それは、相手が「実在する人間である」ということを確認する、鮮やかな一瞬だった。
（ハル）は、それ以前に映画フォーラムで（ローズ）というハンドルネームの女性と知り合っており、その関係を（ほし）に誤解される。（ハル）は誤解を解こうと対話を試みるが、（ローズ）の正体は（ほし）の妹で、その事実を知った（ほし）はショックを受け（ハル）とのやりとりをやめてしまう。しかし、今までの（ハル）とのメールでの会話が心の支えであった事実に気付いた（ほし）は（ハル）と会う決意をし、東京駅のホームで待ち合わせる。
東北新幹線ホームの南側の端で、遂にふたりは対面する。ふたり、藤間美津江と速見昇は、互いに見つめ合い、互いに「はじめまして」という言葉をかわす。

## キャスト
藤間美津江（ほし）
演 - 深津絵里
速見昇（ハル）
演 - 内野聖陽
藤間由花（ローズ）
演 - 戸田菜穂
山上博幸
演 - 宮沢和史
戸部正午
演 - 竹下宏太郎
（ハル）の元恋人
演 - 山崎直子
（ローズ）の婚約者
演 - 鶴久政治
スーパーの店長
演 - 潮哲也
（ほし）の父
演 - 平泉成

## スタッフ
- 監督・脚本：森田芳光
- 製作・企画：鈴木光
- プロデューサー：青木勝彦、三沢和子
- 音楽：野力奏一（作曲）・佐橋俊彦（作・編曲）
- 主題歌：『TOKYO LOVE』：THE BOOM
- 制作：光和インターナショナル
- 制作協力：トライアーツ
- 企画協力：ニューズ・コーポレイション
- 配給：東宝

## 受賞歴
- 第20回日本アカデミー賞
  - 新人俳優賞（内野聖陽）[1]
  - 主演女優賞ノミネート（深津絵里）[2]
  - 脚本賞ノミネート（森田芳光）[3]
- 第70回キネマ旬報ベスト・テン[4]
  - 日本映画第4位
  - 読者選出日本映画第3位
- 第21回報知映画賞：監督賞（森田芳光）[5]
- 第18回ヨコハマ映画祭
  - 主演女優賞（深津絵里）[6]
  - 脚本賞（森田芳光）[6]
  - 日本映画第4位
- 第6回日本映画批評家大賞
  - 新人賞（内野聖陽）

## ノベライズ
- 『(ハル)』、原作/森田芳光、ノベライズ/丹後達臣、扶桑社〈扶桑社文庫〉、1996年、ISBN 4594019153